# Clifford Luyk
Clifford Luyk Diem, né le 28 juin 1941 à Syracuse, est un basketteur espagnol.

## Biographie
Sa carrière de joueur terminée lors de la saison 1977-78, il se destine à une carrière d'entraîneur. Il occupe d'abord un poste d'ajoint de Lolo Sainz pendant six saisons au sein du Real, puis toujours au Real, il occupe de nouveau un rôle d'adjoint, auprès de George Karl.
Après deux saisons où il occupe le poste d'entraîneur dans d'autres clubs, il revient prendre la direction du Real. Pendant les trois saisons où il entraîne, le club remporte deux titres de champion d'Espagne, une Coupe du Roi.
En, il est l'un des trente-cinq joueurs faisant partie des cinquante meilleurs contributeurs au basket-ball européen. Ceux-ci ont été honorés lors du Final Four de l'euroligue 2008 disputé à Madrid.

## Carrière joueur
- 1961-1978 :  Real Madrid

## Palmarès joueur

### Club
compétitions internationales 
- Vainqueur de la Coupe des clubs champions 1964, 1965, 1967, 1968, 1974, 1978
- Vainqueur de la Coupe intercontinentale 1976, 1977, 1978

 compétitions nationales 
- Champion d'Espagne 1963, 1964, 1965, 1966, 1968, 1969, 1970, 1971, 1972, 1973, 1974, 1975, 1976, 1977
- Vainqueur de la Coupe d'Espagne 1965, 1966, 1967, 1970, 1971, 1972, 1973, 1974, 1975, 1977

### Sélection nationale
- 150 sélection en équipe d'Espagne

## Carrière d'entraîneur
- 1983-1990 :  Real Madrid (assistant)
- 1990-1991 :  Atlético de Madrid Villalba
- 1991-1992 :  Juver Murcia
- 1992-1994 :  Real Madrid

## Palmarès d'entraîneur
- Champion d'Espagne 1993, 1994
- Vainqueur de la Coupe d'Espagne 1993